# Miquette Giraudy
Pour les articles homonymes, voir Giraudy (homonymie).
 (octobre 2012).
Si vous disposez d'ouvrages ou d'articles de référence ou si vous connaissez des sites web de qualité traitant du thème abordé ici, merci de compléter l'article en donnant les références utiles à sa vérifiabilité et en les liant à la section « Notes et références ».
Monique Giraudy, connue aussi sous son surnom de Miquette, est née le 9 février 1953 à Nice, Provence-Alpes-Côte d'Azur, en France. Elle est choriste et claviériste, connue pour son travail avec Gong ainsi qu'avec son compagnon Steve Hillage en solo et finalement pour leur groupe techno System 7. Elle a aussi été scripte et actrice, elle a travaillé avec Barbet Schroeder sur More en 1969 avant de jouer dans un autre de ses films, La Vallée, en 1972. Pour chacun de ces deux films, la bande sonore a été écrite et jouée par le groupe britannique Pink Floyd.

## Cinéma
À la fin des années '60 sous son vrai nom Monique Giraudy, elle est l'assistante de la réalisatrice Jackie Raynal. Elle est script et assistante sur le film More de Barbet Schroeder en 1969 où elle joue le personnage de Monique, la musique est écrite et jouée par Pink Floyd. Elle passe à nouveau devant la caméra dans Jupiter (1971) de Jean-Pierre Prévost et La Vallée (1974) de Barbet Schroeder, avec à nouveau la B O de Pink Floyd et pour lequel elle tient aussi un petit rôle sous son véritable prénom. Elle a aussi travaillé au montage avec Martine Kalfon sur Le Grand Départ (1972) de Martial Raysse, avec Anne Wiazemsky, Sterling Hayden et Lucienne Hamon, la musique est jouée par le groupe Gong. En 1982, Monique et son conjoint Steve Hillage fournissent trois pièces musicales pour la bande sonore du film de Michelangelo Antonioni, Identification d'une femme.

## Musique

### Avec Gong
Le premier album de Gong sur lequel elle participe, You sort en 1974 et sur lequel elle ne fait que les chœurs avec Gilli Smyth. Elle est encore présente aux chœurs sur l'album suivant Shamal en 1975 avant que Steve et Miquette ne quittent le Gong. Toutefois on la retrouve ainsi que Steve sur Live etc de 1977, toujours aux chœurs exclusivement. Puis sur Live in Sherwood Forest '75 sorti en 2005 sur lequel elle et Steve sont présents. Enfin en 2009 sort l'album 2032 sur lequel elle est aux synthétiseurs en plus des voix. Ce sera le seul disque du groupe, hormis le live Gong est mort, Vive Gong, sur lequel elle aura joué un instrument autre que sa voix et l'album est produit par Steve Hillage.

### Albums solo de Steve Hillage
Elle apparaît sur tous les albums solo de Steve. Elle joue des percussions et fait les chœurs sur les deux premiers : Fish Rising (1975) et L (1976). À partir de Motivation Radio (1977), son rôle devient plus significatif avec une présence accrue aux claviers et à la composition. Bien que Rainbow Dome Musick (1979) soit paru sous le nom de Hillage, la face A du disque est écrite et jouée principalement par Miquette.

### System 7
Après une interruption d'activité de Steve Hillage, correspondant à sa carrière de producteur, le couple fonde System 7 en 1990, une formation résolument ambient et dance. Ils sont toujours en activité après plus de dix albums.

## Filmographie
- 1968 : Homero presto, court métrage de Martial Raysse - Assistante à la direction.
- 1969 : More de Barbet Schroeder - Script et assistante. - Bande Originale Sonore de Pink Floyd.
- 1971 : Jupiter de Jean-Pierre Prévost - Actrice : Elle y joue le personnage de Odalisque.
- 1972 : Le Grand Départ de Martial Raysse - Montage. B.O. de Gong.
- 1972 : La Vallée de Barbet Schroeder - Assistante à la direction, script et actrice. - Monique. B. O. Pink Floyd.
- 1982 : Identification d'une femme de Michelangelo Antonioni - Bande Sonore : 3 pièces avec Steve Hillage, The fire inside, Palm Trees (Love Guitar) & Music of the spheres.
- 1999 : Better Living Through Circuitry, film documentaire de Jon Reiss - Elle-même avec Steve Hillage et System 7.

## Discographie
Gong
- 1974 : You - Chœurs
- 1975 : Shamal - Chant sur Bambooji
- 1977 : Gong est mort, vive Gong - Chœurs et synthétiseurs
- 1977 : Live ETC - Chant
- 2005 : Live in Sherwood Forest '75 - Chant
- 2009 : 2032 - Synthés, voix.

Steve Hillage
- Voir l'article Wikipedia consacré à Steve Hillage et à sa discographie : Steve Hillage

System 7
- Voir la discographie de System 7 : System 7

## Participations
- 1978 :  Xitintoday de Nik Turner's Sphynx - Miquette aux chœurs, aussi sur ce disque produit par Steve Hillage, sont présents les musiciens Mike Howlett, Harry Williamson et Tim Blake du Gong ainsi que Morris Pert de Brand X.
- 1987 : Sooner or later de Murray Head - Miquette joue les claviers et Steve Hillage produit l'album, avec David Stewart ex-Khan, Barbara Gaskin, Mike Howlett, Jakko Jakszyk, Anthony Stewart Head, etc.
- 1991 : Aubrey Mixes: The Ultraworld Excursions de The Orb - Participe à l'écriture de la pièce Backside Of The Moon (Under Water Deep Space) avec Steve Hillage et Dr Alex Paterson.
- 1991 : Peel Sessions de The Orb - Cosigne la pièce Back Side Of The Moon (Tranquility Lunar Orbit) avec Hillage et Paterson.
- 1991 : Urga  de Eduard Artemiev - Cosigne 3 pièces et coproduit l'album avec Steve Hillage.
- 1992 : UFOrb - Artistes Variés : Steve Hillage & Miquette Giraudy avec System 7.
- 1993 : Rachid Taha de Rachid Taha - Chœurs - Produit par Justin Robertson & Steve Hillage.
- 1993 : Live 93 de The Orb - Cosigne le titre Blue Room.
- 1993 : Voilà, Voilà de Rachid Taha - Single - Chœurs.
- 1994 : Cyberwar de Steve Hillage,  Russ Dunham,  Fergus McNeill - Chœurs & Synthés.
- 1998 : Diwàn de Rachid Taha - Chœurs.
- 1997 : Orblivion de The Orb - Cosigne 3 pièces.
- 2000 : Made in Medina de Rachid Taha - Chœurs.
- 2001 : Rachid Taha Live de Rachid Taha - Chœurs.
- 2004 : Tékitoi de Rachid Taha - Chœurs.
- 2004 : Spirals in Hyperspace de Ozric Tentacles - Steve Hillage guitare, Miquette Giraudy synthés sur Akasha.
- 2006 : Diwan 2 de Rachid Taha - Chœurs - Produit par Steve Hillage.
- 2013 : Ambient Set at Freerotation de Surgeon - Miquette et Steve sur Garden Of Paradise.
- 2013 : Ambient Set from Freerotation 2013 de Surgeon - Synthés.
- 2015 : Further Adventures Beyond Dark Matter Live de The Orb - Cosigne la pièce Blue Room.